# Église Notre-Dame de Brissarthe
 (août 2019).
Si vous disposez d'ouvrages ou d'articles de référence ou si vous connaissez des sites web de qualité traitant du thème abordé ici, merci de compléter l'article en donnant les références utiles à sa vérifiabilité et en les liant à la section « Notes et références ».
L'église Notre-Dame est une église située en France sur la commune de Brissarthe, dans le département de Maine-et-Loire en région Pays de la Loire.
Elle fait l'objet d'une inscription au titre des monuments historiques depuis le 9 septembre 1965.

## Localisation
L'église est située dans le département français de Maine-et-Loire, sur la commune déléguée de Brissarthe. Brissarthe fait partie de la commune Les Hauts d'Anjou.

## Description

### Une église romane

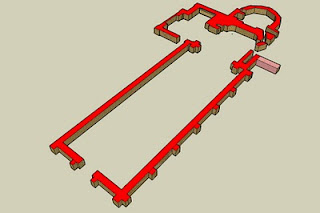
Plan de l'église de Brissarthe au sol

Notre Dame de Brissarthe est de pur style roman. Selon Jacques Mallet, spécialiste de l'Art Roman en Anjou, elle reste proche, par l'austérité de sa construction et ses proportions, des modèles de la première moitié du XIe siècle.
Cependant, elle semble ne pas avoir été construite sur les critères classique régissant les plans de masse de ces édifices. En effet, à Brissarthe, le bras de transept droit n'existe pas, et le clocher a été reconstruit au XVIIIe siècle sur les quatre piliers d'angle du bras gauche du transept.
À la place du bras de transept droit a été érigé un magnifique presbytère (XVIIIe siècle).

### Archives
On ne trouve aucun texte sur la construction initiale de l'église. Partant, il est difficile d'en dater la construction de façon exacte. Mais, Notre Dame de Brissarthe est citée dans le cartulaire de l'abbaye Saint-Serge d'Angers. On y trouve sa donation par un certain Guischard CHARPI, en 1162, de tout de que son père et lui tenaient à Brissarthe.  A cette date est créé un prieuré qui subsistera dans cette commune jusqu'à la révolution de 1789.
Les Du Guesclin à Brissarthe
L'histoire généalogique et chronologique de la maison royale de France indique en 1730 que: "On voyait encore les armes de Du Guesclin dans l'église de cette paroisse en l'an 1687, peintes aux 4 piliers du chœur qui soutenaient la voute et le clocher mais, cette voute étant tombée en 1688 ces armes furent détruites en la rétablissant.
Cela concernait Olivier du Guesclin, seigneur de Vauruzé qui avait suivi le parti de Charles de Blois contre Jean de Montfort dans les guerres de Bretagne. Ce dernier étant devenu vainqueur Olivier Du Guesclin quitta le pays pour s'établir en Anjou dont le duc était gendre de Charles de Blois et il fixa sa demeure à la Morelière qui appartenait à sa femme en la paroisse de Brissarthe. 

### L'église primitive
Il y eut, sans doute en ce même lieu, une église primitive, en pierres, mentionnée par Réginon de Prüm dans le récit qu'il fit de la bataille de Brissarthe, en 866. Robert le Fort, duc d'Anjou, tendit une embuscade à un parti de Bretons et de Normands revenant d'un pillage du Mans. Il ne peut s'agir du bâtiment actuel mais, certaines pierres sculptées, situées au-dessus de l'arc principal, proviennent certainement de cette église primitive.
Voir, plus loin, le résumé de cette rencontre sanglante et en fin de l'article, les récits de la bataille retrouvés dans des textes du Moyen Âge.

### La nef et la croisée de transept

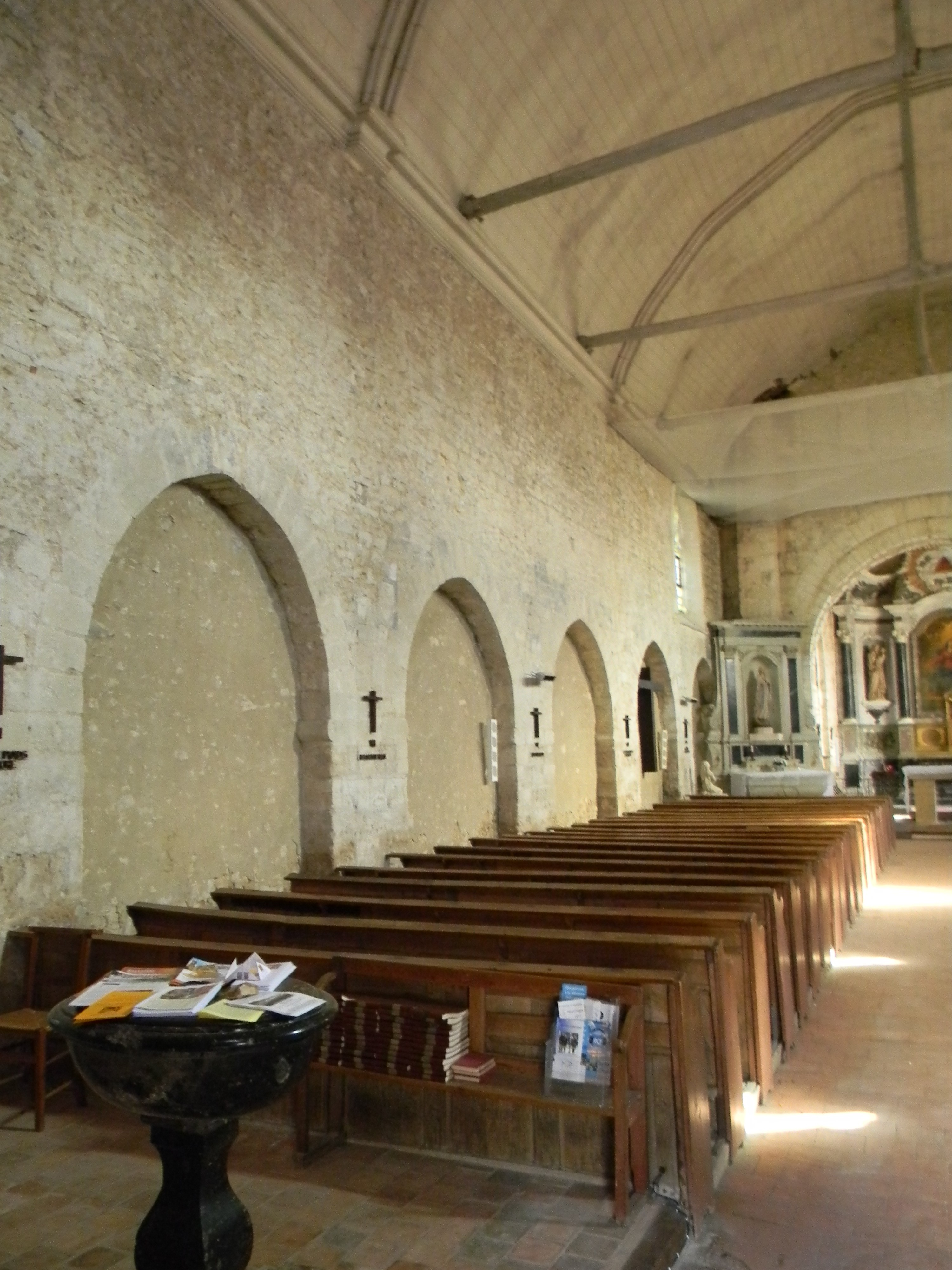
Mur Nord de la nef et travée de bancs gauche

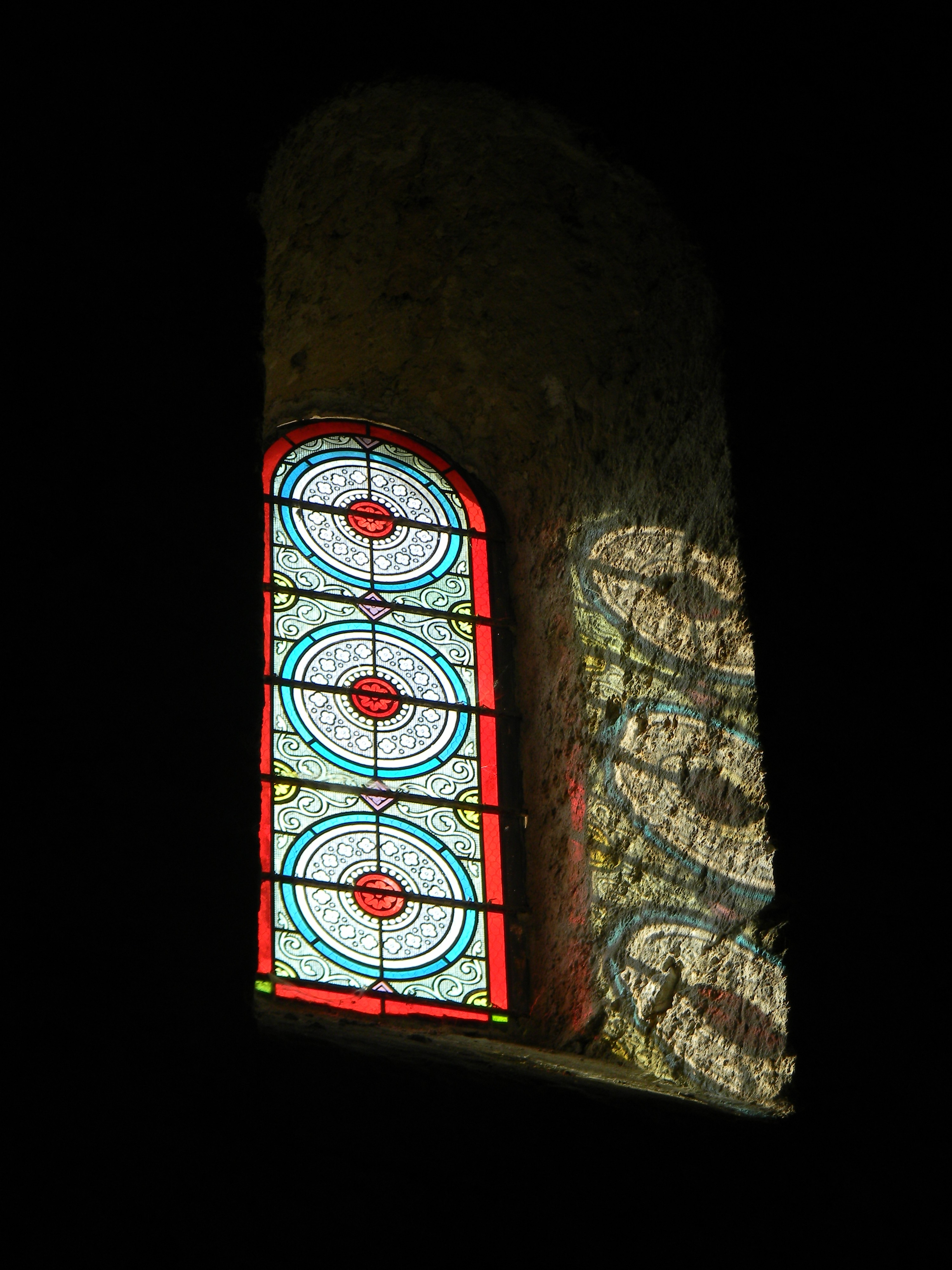
Une des trois ouvertures étroites du mur sud de la nef

Dans la croisée du transept, certaines pierres semblent des réemplois de débris de sarcophages mérovingiens.
Les arcs sont à double rouleau et fourrés à l'emplecton. 
La grande nef (9,20 m de large, 24,20 m de long) est impressionnante. Le mur sud est renforcé de contreforts. Il subsiste trois petites fenêtres (0,90 m sur 0,30 m environ) ébrasées vers l'intérieur. À arcs fourrés et claveaux étroits elles semblent d'origine (XIe siècle) (Voir photo ci-contre) contrairement à un grand vitrail plus récent. Entre ces fenêtres étroites et évasées, pouvant servir à la défense, et le grand vitrail situé plus avant dans la nef, on peut placer la guerre de Cent Ans. En effet, la période plus calme qui suivit cette guerre s'avéra plus propice à des ouvertures favorisant la lumière.
Ce mur comporte également une porte, murée à une époque inconnue. Elle correspond à cette tradition qui voulait que, dans certaines églises romanes, une porte latérale soit utilisée pour sortir le corps des défunts, après la cérémonie funéraire. (Porte des morts ou du Paradis).

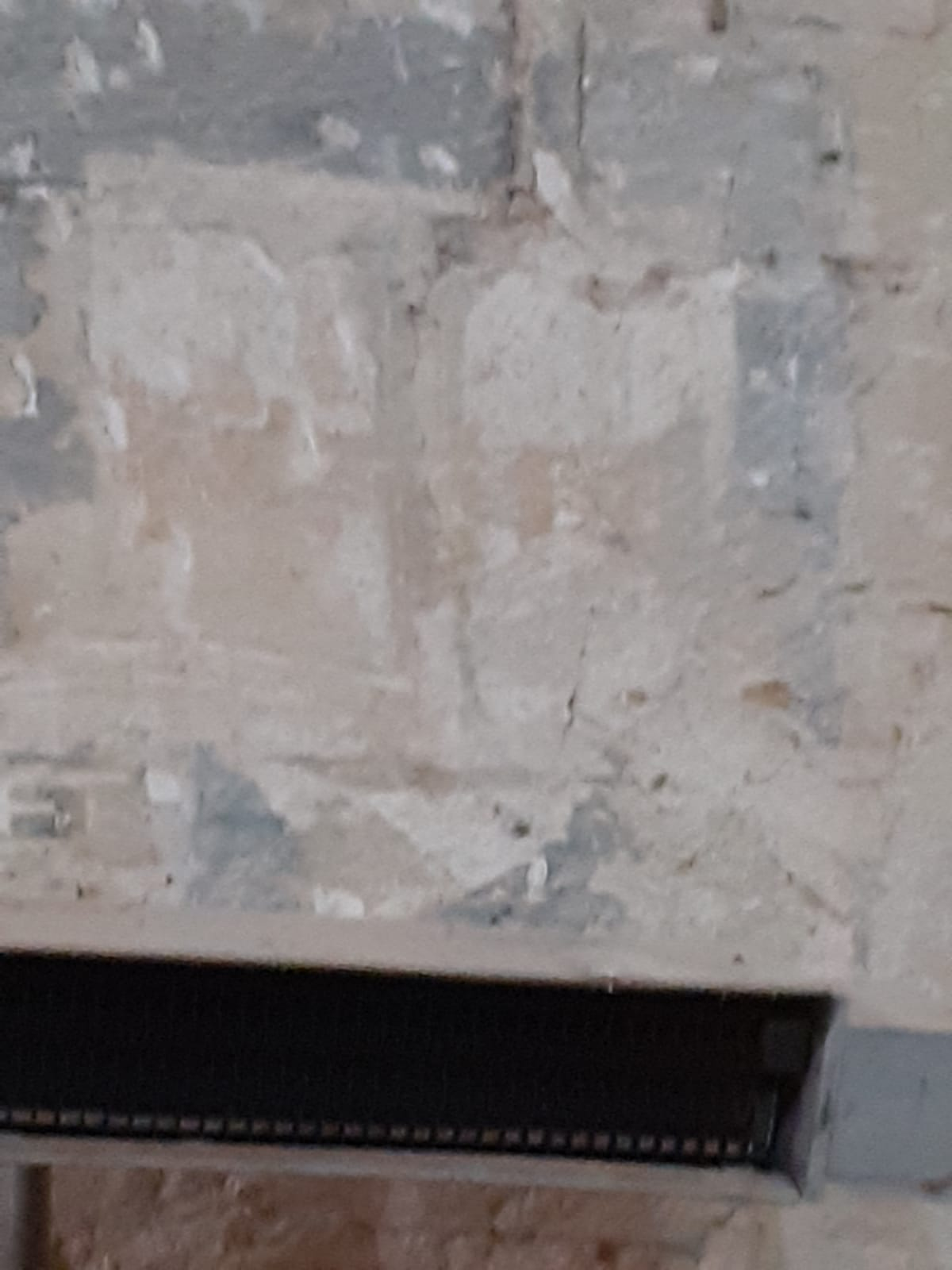
Blason

Le mur nord comporte six arcades murées. La clé de voûte en est légèrement brisée, ce qui pourrait indiquer une construction plus récente. Aucun texte ne donne la raison de la présence de ces arcades. On peut supposer qu'il existait une galerie latérale, à une époque inconnue, débouchant dans le bras gauche du transept. On distingue nettement sur ce mur une litre qui est agrémentée de deux blasons très intéressants puisqu'ils semblent comporter une croix pattée identique à celles qui figurent sur les blasons des templiers.

### La façade

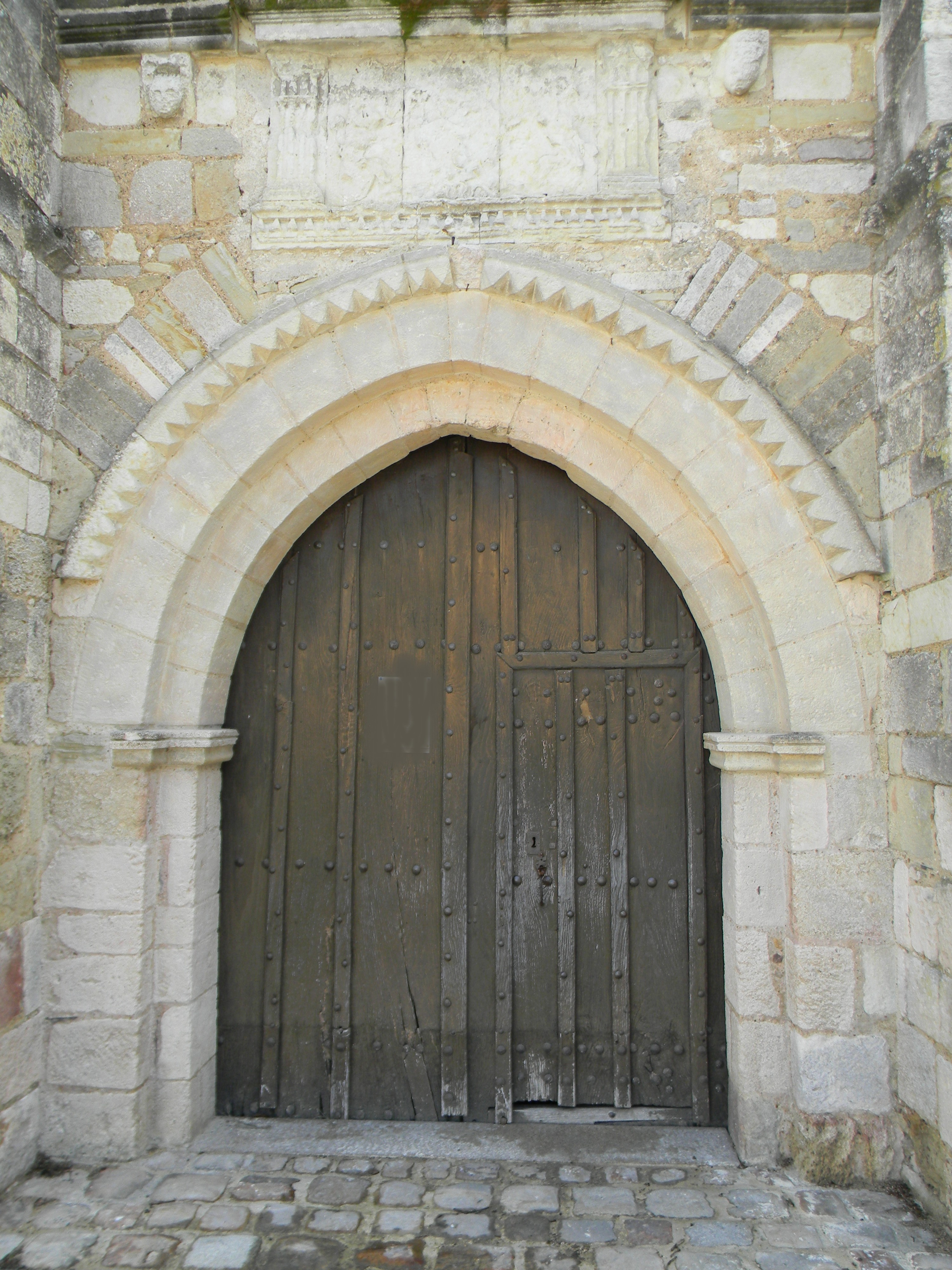
Portail de l'église

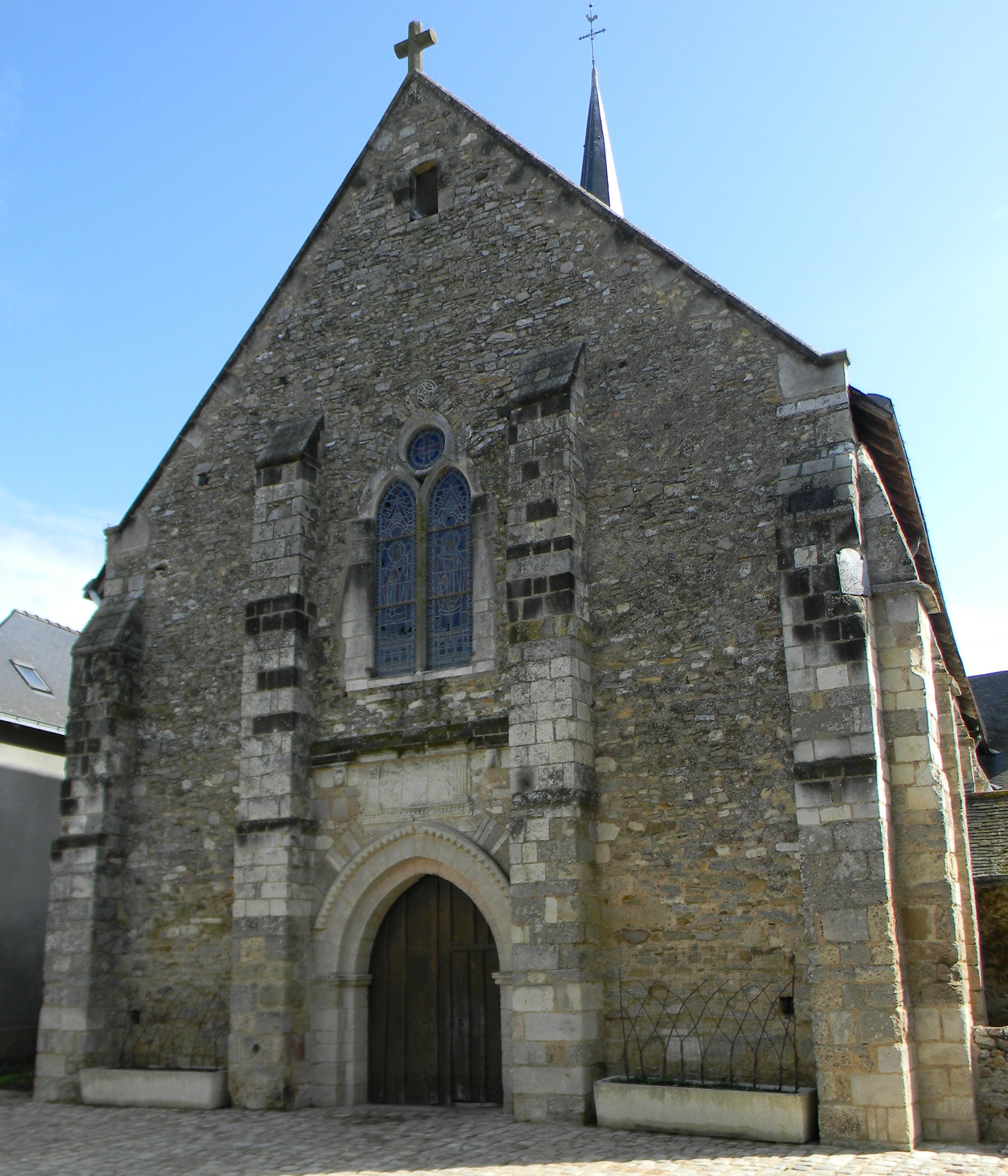
La façade de l'église avec ses quatre contreforts massifs

La façade est du XIIe siècle. Elle est soutenue par quatre contreforts massifs. Ils ne sont pas liaisonnés avec les murs ce qui indique qu’ils ont sans doute été construits après coup.
En haut des contreforts, le glacis se termine sur un bandeau très élégant.
Les teintes différentes des pierres sont le signe qu’elles ne provenaient pas d'une unique carrière mais étaient apportées par les habitants de la région, pendant la construction, au hasard des découvertes. Il y a également des pierres de réemploi, provenant de sarcophages mérovingiens extraits autour de la bâtisse. 
Le portail est à double rouleaux. Son arc de décharge est d’origine, contrairement au reste du portail, récemment restauré. 
La présence d'un mélange de lignes arrondies et de lignes droites indique un style romano-grec.

### Le mur nord de l'église et le tripot (Extérieur gauche)

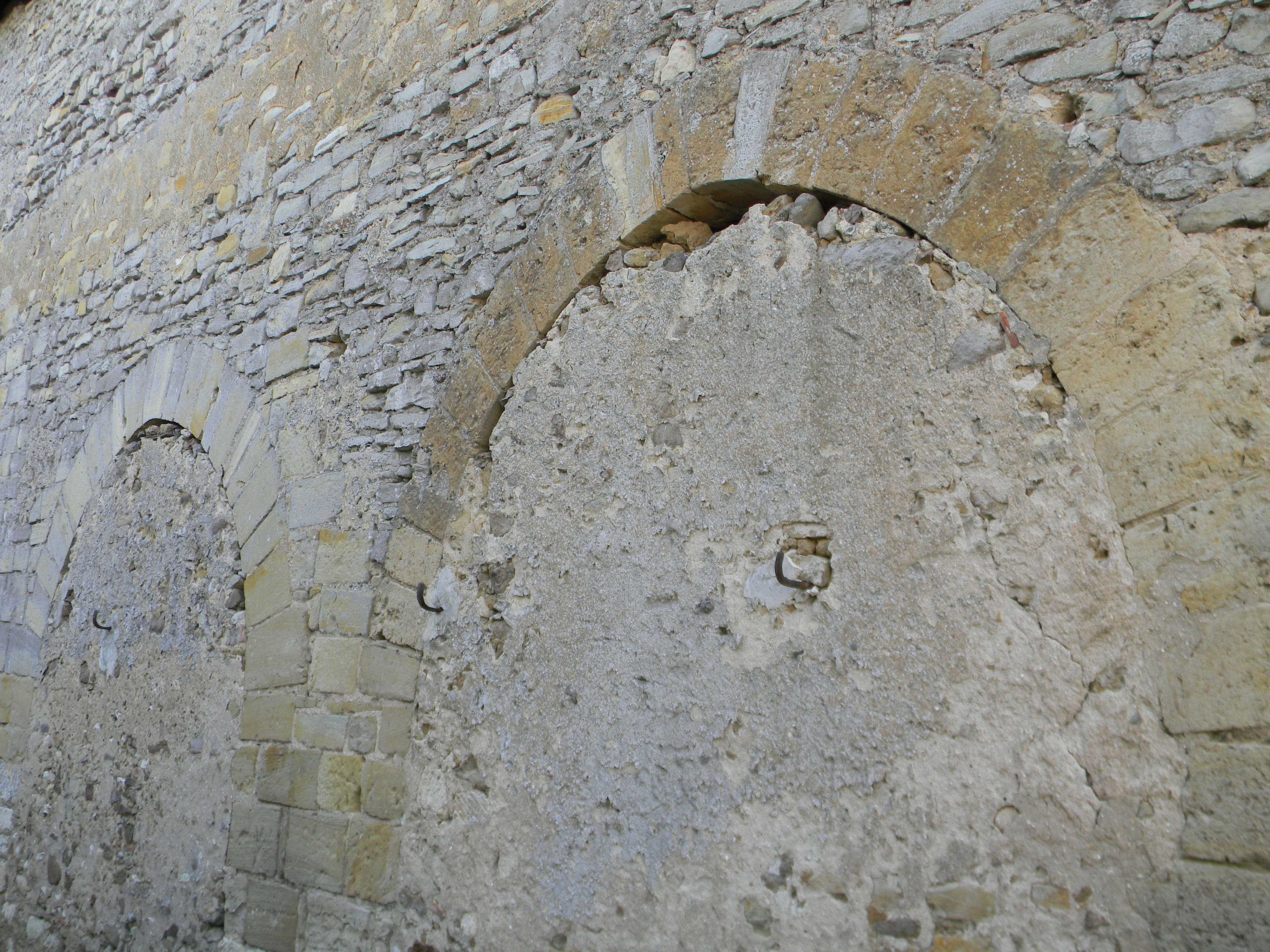
Extérieur du mur nord de la nef. Deux des six arcades murées qui devaient donner accès à une galerie aujourd'hui disparue

À gauche de la nef, se situe ce qu’on appelait « Le tripot » car, vers 1900 on y trouvait une baraque en bois qui servait de buvette. Certains paroissiens et riverains se plaignaient du bruit et des odeurs occasionnés par cette utilisation de l'espace.

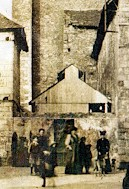
Le Tripot en 1911

Auparavant, devait exister en cet endroit, un cimetière pour les enfants non baptisés. 
Le clocher a été reconstruit, vers 1730, au-dessus du bras gauche du transept de l’église.
On aperçoit, dans le mur nord (gauche)de la nef, six arcades voutées, murés. On ne sait pas si elles ont été ouvertes. Tout ce qu’on peut dire c’est que la qualité des « intrados » (Dessous des claveaux) indique qu’elles étaient destinés à l'être. 
Au fond, contre le mur, on aperçoit une construction qui abrite l’escalier du clocher. Elle empiète sur la dernière arcade murée ce qui indique qu’elle fut construite bien après le mur de la nef.
La première arcade peut avoir été construite comme elle apparaît aujourd’hui, avec une seule moitié gauche. Il est difficile d'imaginer qu'elle eut été entière, à l'origine, car cela aurait fortement fragilisé le mur de façade.

### Le clocher

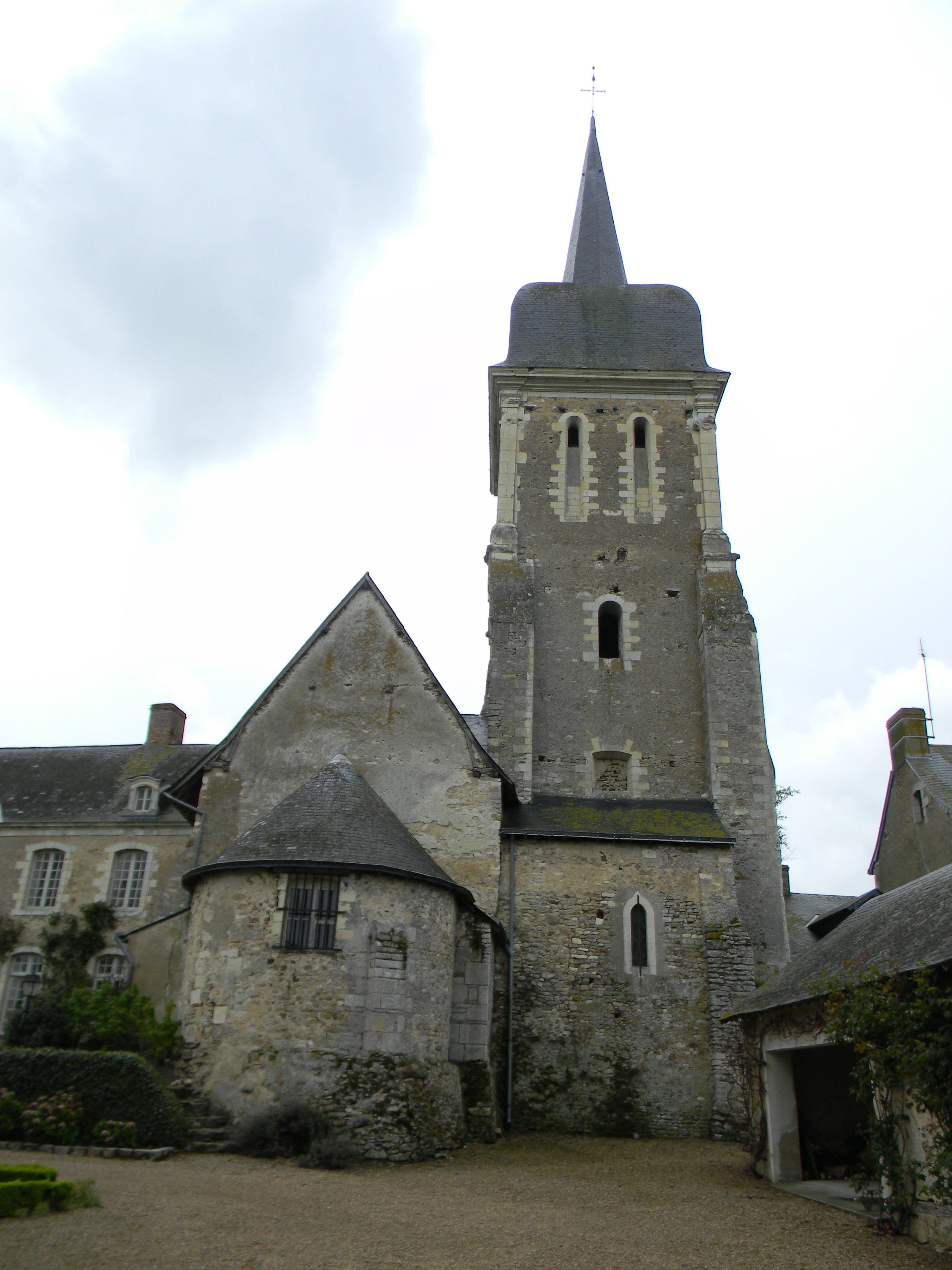
L'église vue par les jardins avec, le presbytère, l'abside abritant la sacristie, le clocher, l'absidiole du bras gauche du transept

Il existe, aux archives de l'évêché d'Angers, un texte expliquant que la foudre frappa le clocher et le détruisit en 1730. Il fut écrit en 1820 par le curé Garnier.

« Vers l'année 1730 le feu du ciel tomba, au mois de janvier, sur le clocher placé alors sur le milieu de l'église, entre la nef et le chœur. Ce fait m'a été raconté par bon nombre de vieillards de la paroisse qui avaient bien connu l'ancien sacristain qui se nommait Charles Lorilleux, mort âgé de plus de 80 ans, et en particulier par Adrien Boireau qui avait encore sonné dans ce clocher. Il fut détruit par la foudre qui transperça le mur du côté du prieuré et tua, dans la cour, deux porcs immondes (sic). »

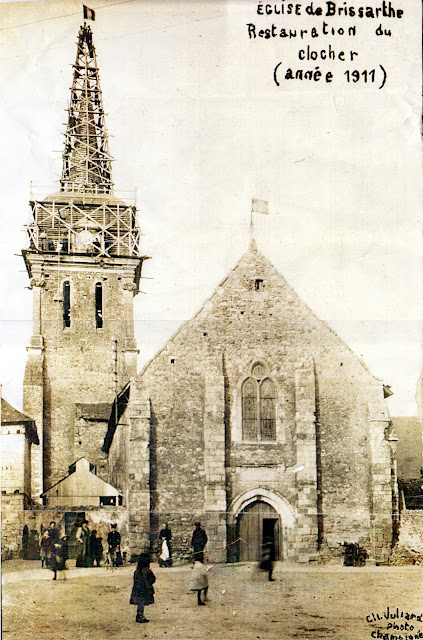
Restauration du clocehr en 1911

Sans autre preuve que ce récit, écrit à partir de témoignages recueillis près d'un siècle plus tard, on ne peut que supposer que le clocher s'abattit alors sur le bras droit du transept. Cette théorie expliquerait l'absence de ce bras droit dont ne subsiste que la trace de l'arc qui lui donnait accès, sur le mur droit de la croisée de transept.
Le nouveau clocher est massif, soutenu aux quatre coins par des contreforts épais. Il est couronné par un toit d'ardoises en forme de "casque de prussien" surmonté d'une jolie flèche dite en "bec d'hirondelle".
Le curé Garnier indique que le coût de cette reconstruction fut assumé par une dame de la paroisse, appelée Anne Amat.

« Il fut, dit-on, bâti, par une demoiselle Amat, qui demeurait à la trinité, près le bourg. Cette demoiselle se chargea de faire l'avance des fonds nécessaires, moyennant que la paroisse lui donnerait la jouissance, pendant 25 ans, d'une prairie appelée les brouets, située près de la métairie de Tol, et dont les revenus, qui avant cette cession, étaient partagés par feu entre tous les habitants de Brissarthe. Après l'expiration de cette concession, lesdits revenus continuèrent d'être répartis comme auparavant. »

Le curé Garnier cite une anecdote qui lui a été rapportée quant à la hauteur du nouveau clocher:

« La flèche du clocher devait avoir 28 pieds de plus en hauteur mais, porte la tradition orale, une vive altercation qui se leva entre le maître charpentier nommé Jouin de Saint-Denis-d'Anjou et son principal compagnon excita la colère de celui-ci qui, pour tirer vengeance de son maître, alors malade, contremarqua la charpente qui la raccourcit par ce stratagème et lui donna la forme de dôme au lieu d'aiguille. »

### L'autel actuel
L'autel actuel fut érigé, suivant les préceptes de Vatican II, pratiquement sous l'arc d'accès à la croisée de transept. Il permet au prêtre de faire face au public. La pierre principale de cet autel provient de la chapelle de La Coutardière, sise à Brissarthe.
Pour la petite histoire, il faut savoir que, pas loin de cette pierre vénérable fut enterrée, en 1605, l'épouse de Raoul de la Coutardière.

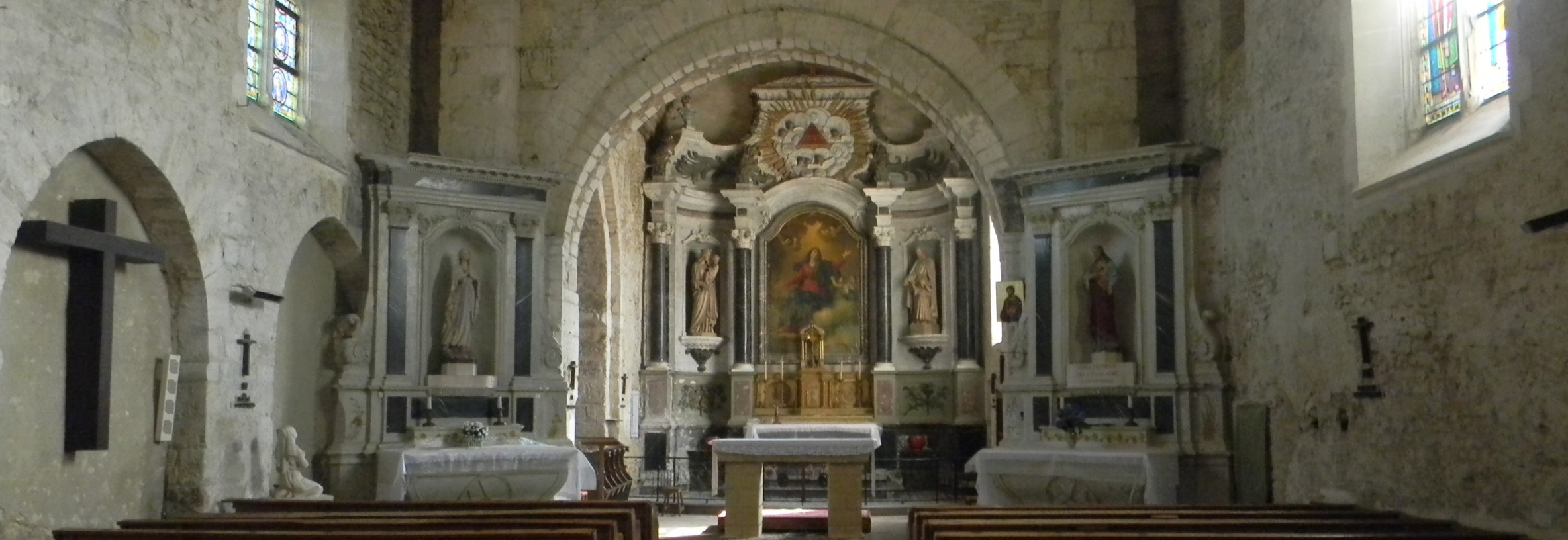
Chœur de l'église de Brissarthe

Extrait :

« Renée de Jalesnes, fille de Pierre de Jalesnes, seigneur de Jalesnes et de la Beunèche et de Louise de La Voue (alias de La Vove), dame de Bouil (à Cheviré-le-Rouge ) ensépulturée dans l'église de Brissarthe, le 2 novembre 1605 "au devant du crucifix", mariée avant 1561 à Raoul de La Coustardière, seigneur de la Chapelle  vendue par lui et son épouse le 14/06/1585, et de La Coustardière (alias La Coutardière, manoir toujours visible à Brissarthe, relevant alors de Villechien, également à Brissarthe, dont postérité ( leur fille Marie de La Coutardière l'apporta en dot à son époux, René de Martigné, puis séparée de biens la vendit le 2 mars 1587) »

### L'autel du chœur

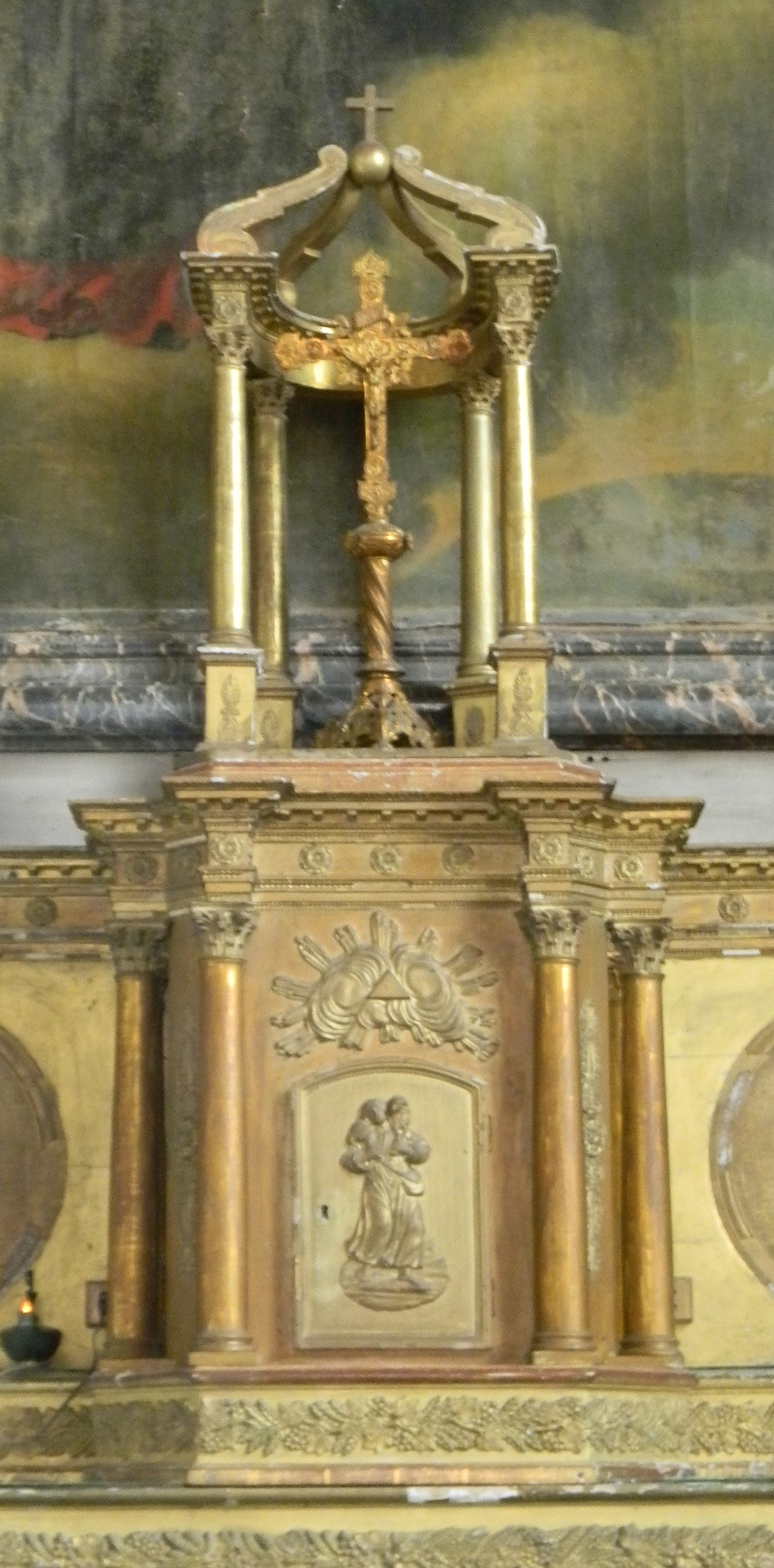
Le présentoir

Néanmoins, il convient de s'intéresser à l'autel majestueux construit au XVIIIe siècle au fond du chœur. Son retable est remarquable. Il comporte un mélange de classique et de baroque reflétant une réaction non-conformiste du XVIIIe siècle. La richesse et le luxe de ce retable sont une sorte de réaction au dépouillement des édifices protestants. Le tableau central du triptyque est une œuvre de Jean Baptiste Thonnesse, peintre né à Dijon le 30 avril 1755 et installé à Angers, place du Pilori, jusqu'à la date de sa mort, le 26 octobre 1830. 

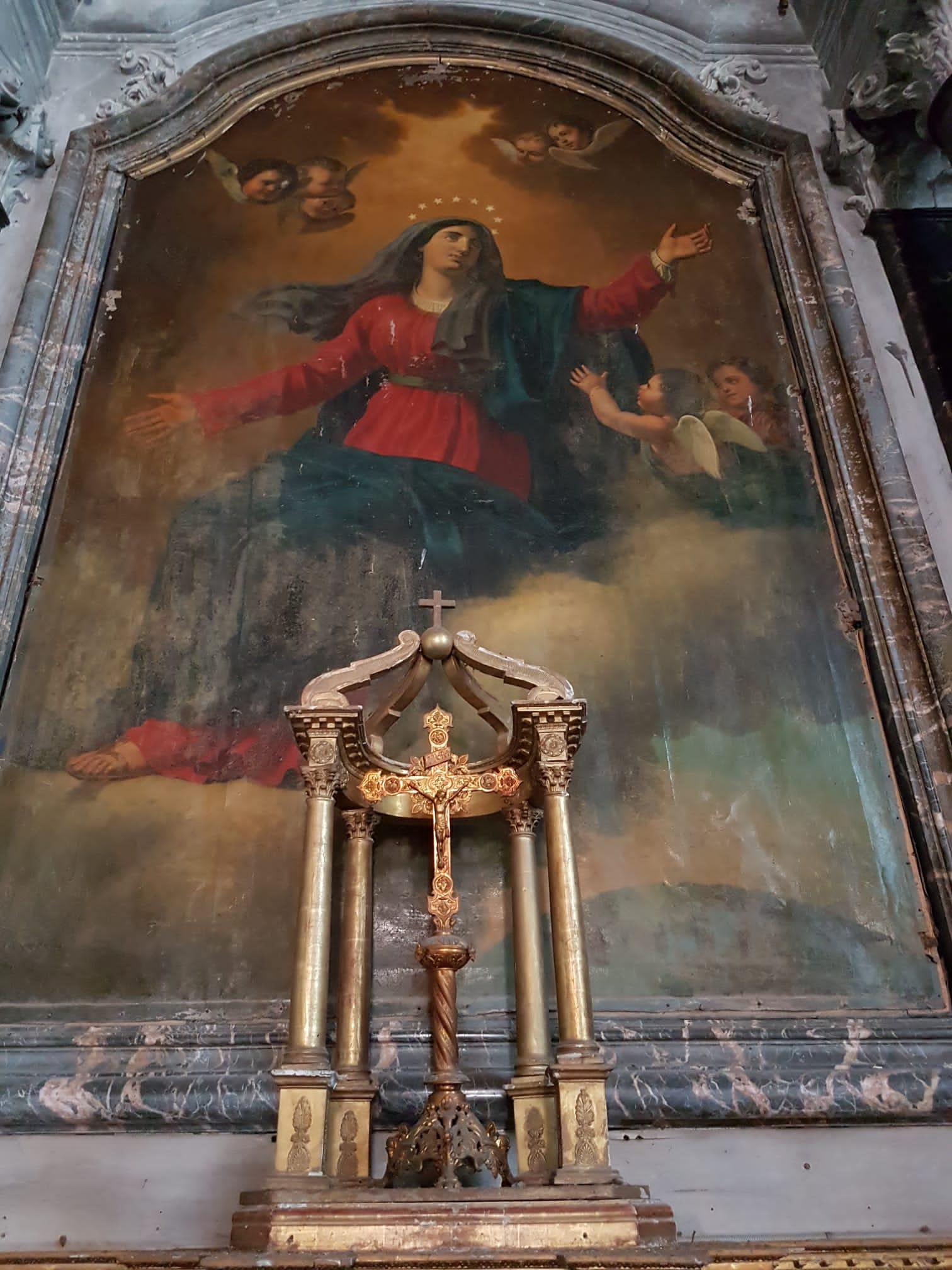

Signée et datée de 1825, cette "Assomption de la Vierge Marie" mériterait une restauration et un dossier est en cours d'étude au sein de la commune.
L’autel est dit de style tombeau. Les différents marbres utilisés viennent des carrières de Mayenne. Les colonnes sont ioniques et corinthiennes. (Baroque)
Les dessins en relief de végétaux sont typiques du XVIIIe siècle. On trouve les deux thèmes du blé et de la vigne. Noter le magnifique présentoir central. Les deux autels qui flanquent l'arc central sont de la même période. 
Une étape d'un vaste projet de restauration de l'église, a été constituée par la réfection totale de la toiture située au-dessus de la croisée de transept et de l'abside accueillant cet autel baroque. La commune a reçu des aides de la Région "Pays de Loire", de la D.R.A.C. de la Fondation du Patrimoine et de l'association de Sauvegarde de l'Art Français.

### La sacristie

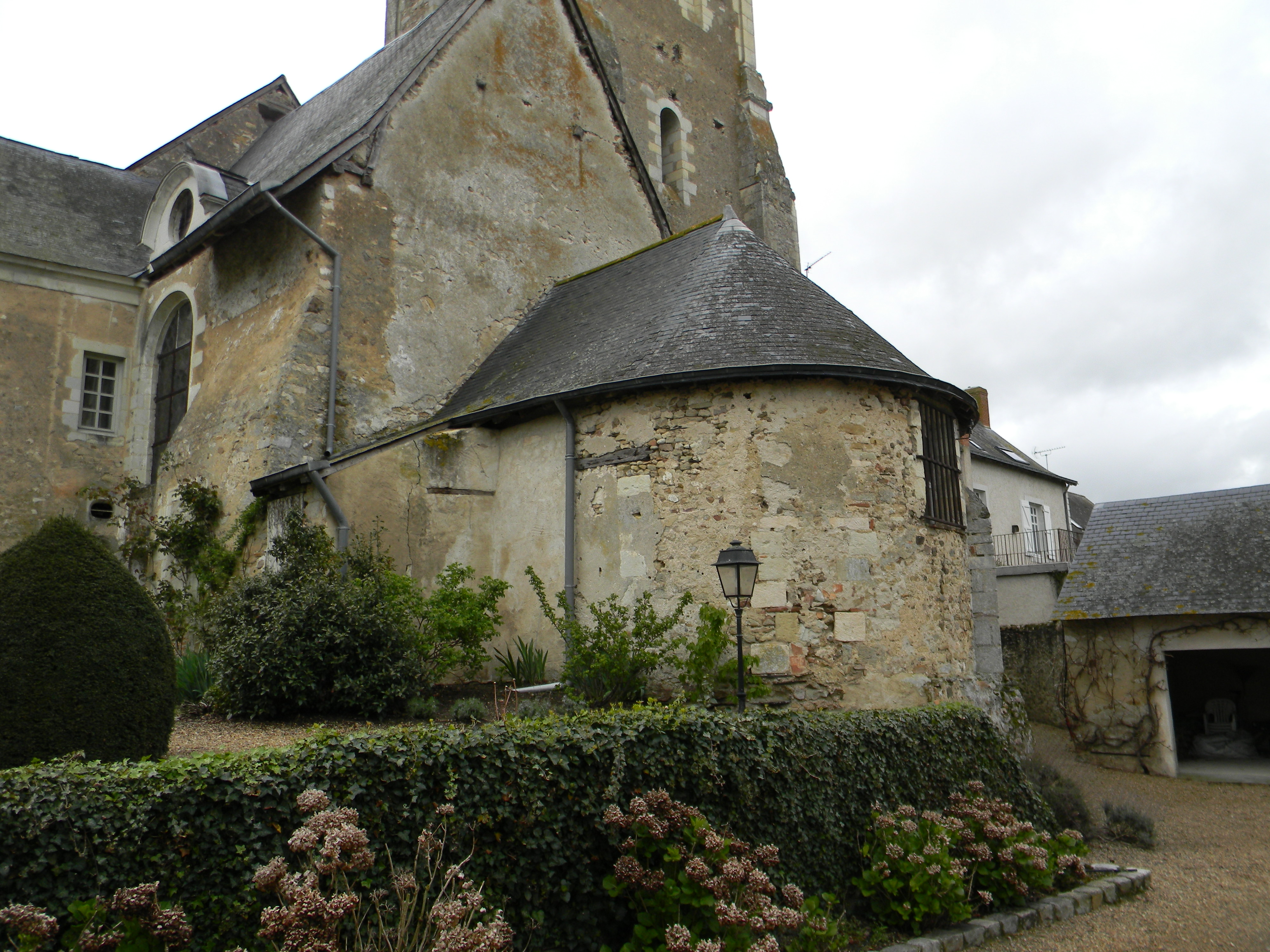
Sacristie vue de l'extérieur

Derrière le chœur, il existe une sorte d'abside qui sert aujourd'hui de sacristie. On ne peut pas la visiter. C'est, sans aucun doute, la partie la plus ancienne de l'église à partir de laquelle l'édifice entier fut agrandi, vers l'ouest, sur un socle de schiste qui jouxtait la Sarthe. 
On accède à la sacristie, à la droite de l'autel par ce qui constituait sans doute la partie droite d'un déambulatoire classique autour du chœur. À gauche de l'autel, dans le bras gauche du transept, il existe une absidiole qui pourrait correspondre au débouché gauche de l'ancien déambulatoire.

### Le bras gauche du transept

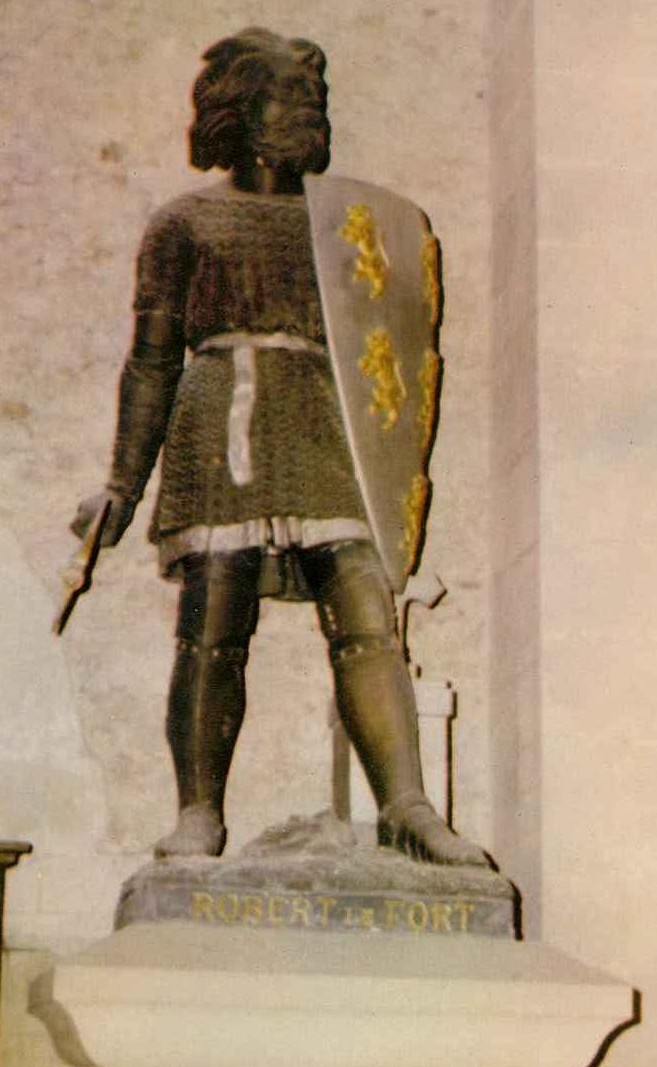
Statue de Robert le Fort par David d'Angers.

Il sert de base au clocher du XVIIIe siècle mais est beaucoup plus ancien. Une porte donne accès à l'escalier du clocher. On trouve en cet endroit une statue de Robert le Fort, l'ancêtre des capétiens, réalisée par le sculpteur David d'Angers.
On y trouve également un sarcophage mérovingien qui fut découvert devant l'église lors des travaux de réfection de la place. Le bâtiment semble avoir été construit sur un cimetière mérovingien car, on trouve ces sarcophages tout autour de l'église. Ces tombes sont parfois sous les murs de l'édifice.

### Les bancs
Il semble que l'église ait souffert des affrontements entre les républicains et les chouans pendant les guerres dites de Vendée. Le curé Garnier, souvent cité dans ce sujet, indique qu'il y avait des traces d'incendies sur les murs de l'édifice.

« En 1823, faisant réparer les lambris qui avaient été brulés à la révolution, je vis encore la place de l'escalier par lequel on montait de l'intérieur de l'église à ce clocher. »

En 1805, il fut décidé de rééquiper Notre-Dame de travées de bancs. Il fut fait appel aux paroissiens qui, à la demande de la "Fabrique" achetèrent leurs places. Cela ne les dispensait pas, par la suite, de payer, chaque année, une sorte de prix de location. De nos jours, on peut encore relever, de place en place, les noms des généreux donateurs.

« Le premier février mil huit cent cinq, nous procureurs marguilliers de l'Eglise paroissiale de Brissarthe, assemblés à l'effet de concéder les bancs construits dans la ditte église aux frais des particuliers, cy dessous dénommés, en vertu des articles XIV et XV de l'ordonnance de Monseigneur l'évêque d'Angers. Règlement revêtu de la sanction du gouvernement portant qu'aucun banc particulier ne pourra être établi ou maintenu dans les églises que sur l'avis de la fabrique, reconnaissons que les bancs qui y ont été nouvellement placés, l'ont été du consentement du conseil des marguilliers et, comme la fabrique n'avait aucun moyen de les faire construire, ils l'ont été aux frais des cy dessous dénommés.

Avons arrêté, en vertu de l'article XV portant que les bancs qui seraient ainsi établis payeraient un droit de place à la fabrique, ou pour chaque année, ou pour la vie, de celui qui les aura établis et, après la mort, la propriété en restera à l'église. En conséquence, n'ayant que ce seul moyen de subvenir à l'entretien de l'église et des besoins urgents des choses nécessaires aux frais du culte, avons fixé que chaque place des bancs payerait annuellement, entre les mains du comptable de fabrique la somme de vingt sous et que le premier payement était échu au premier janvier de cette année mil huit cent cinq ainsi que celle des chaises dont le prix a été fixé à quinze sous et chaque place de bancelle payera la somme de douze sous.

Arrêté en conseil de la fabrique le premier février mil huit cent cinq.

Pierre J. Houdemon a déclaré ne savois signer. Charles Aubert marguillier comptable

Adrien Boireau marguillier. »

« Les bancs cy dessous leur appartiennent, pendant leur vie ou leur habitation dans la paroisse, comme les ayant fait construire à leurs frais, au moyen de vingt sous par place de rente annuelle, pour leur emplacement dans l'église de Brissarthe. Le premier payement échu le premier de janvier mil huit cent cinq. »

Suit une longue liste de donateurs dont il n'est pas fait mention ici.

### Le presbytère

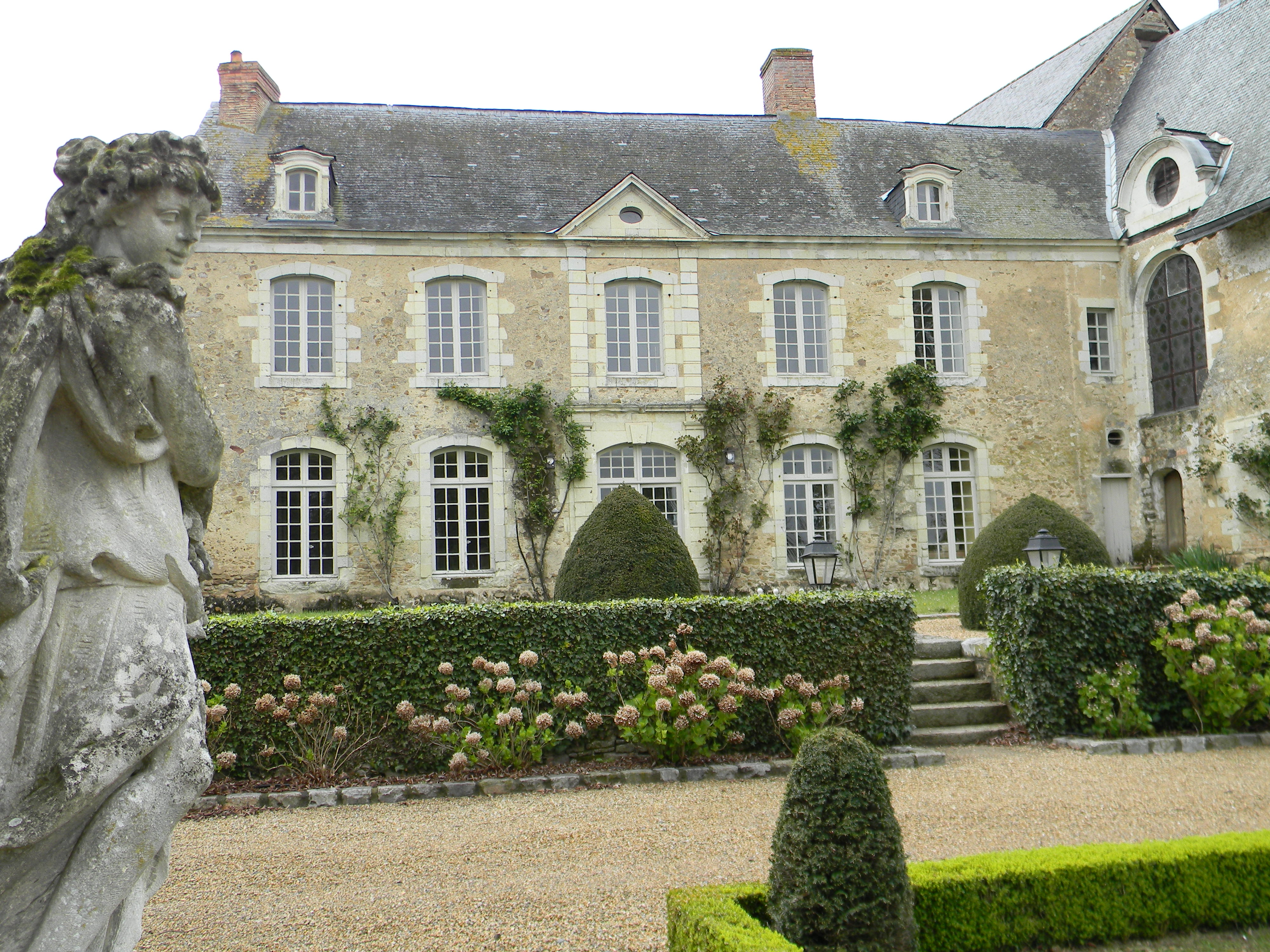
Le presbytère de Brissarthe construit, au XVIIIe siècle sur l'emplacement du bras droit du transept

Le presbytère est inscrit au titre des monuments historiques, depuis 1965, comme l'église. 
L'édifice, construit au XVIIIe siècle, est doté d'élégantes pilastres. La corniche, proéminente, tempère l’avancée aiguë de la goutte d’eau. 
Le presbytère a un chainage harpé. 
Le linteau des fenêtres est segmentaire avec une clé passante médiane. 
Les fenêtres sont à petit bois. Chaque vitre a une hauteur égale à une boutisse + un demi carreau. 
La porte est en arc, en tiers point et à double rouleau.

## Historique
L'édifice est inscrit au titre des monuments historiques en 1965, à la fois l'église ainsi que les façades et toitures du presbytère

### Une église en pierres existait dès leIXesiècle
Il existait en ce lieu même, bien avant la construction de Notre Dame de Brissarthe, une église en pierres. C'est une caractéristique rare au IXe siècle et qui mérite d'être relevée.
Dans son récit de la bataille de Brissarthe, Réginon de Prüm indique qu'en septembre 866 un parti de Bretons et de Normands, revenant d'un pillage de la ville du Mans, fut assailli par 800 guerriers francs postés en embuscade par le comte Robert le Fort, marquis de Neustrie.
Les survivants se réfugièrent dans une église en pierres située au milieu d'une villa (à cette époque, une villa est un domaine agricole comprenant des champs, des bâtiments d'habitation et des bâtiments d'exploitation).

Extrait : 

« Il y avait dans cette villa une très grande église construite en pierres, dans laquelle entra une grande partie des Normands avec leur chef, Hasting »

Plus tard, profitant du fait que les Francs prenaient un peu de repos autour de l'édifice, les Bretons et les Normands effectuèrent une sortie, tuèrent Robert le Fort venu à la rescousse de ses guerriers, sans avoir remis sa broigne, et entrainèrent sa dépouille dans l'église.
Les Francs abandonnèrent alors leur siège et laissèrent l'ennemi continuer son chemin.
Cet épisode de l'histoire carolingienne a marqué à jamais ce lieu. Robert le Fort est l'arrière grand-père de Hugues Capet et donc l'ancêtre des capétiens.

### Une église bâtie sur un cimetière mérovingien

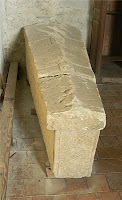
Ce sarcophage mérovingien est visible dans l'église de Brissarthe

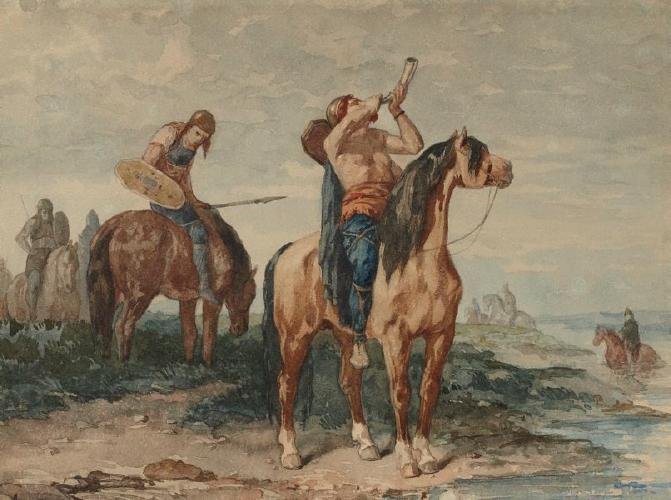
Les Mérovingiens par Évariste-Vital Luminais. Galerie d'art de la Nouvelle-Galles du Sud, Sydney.

Il n'y a pas de traces de l'église primitive, hormis quelques pierres sculptées de réemploi, inserrées au-dessus de l'arc séparant la nef de la croisée de transept. 
Par contre, il suffit de creuser la moindre tranchée en n'importe quel endroit, autour de l'église Notre Dame pour découvrir des sarcophages de l'époque mérovingienne. L'un d'entre eux est visible dans le bras gauche du transept. Le curé Garnier, qui a tenu un cahier pendant plusieurs années, vers 1820, écrit ceci: 

« Et moi, S. garnier, curé actuel de Brissarthe, qui enregistre ces lignes, je puis constater qu'en 1825, époque où l'ancienne cure fut rachetée, faisant creuser dans l'endroit qui servait autrefois d'aire et qui est maintenant le jardin de la cure, et dans la rue voisine, des fosses pour plantation d'arbres, j'ai trouvé dans deux endroits (je suis témoin oculaire qu'il en a été trouvé beaucoup d'autres et à des endroits éloignés de l'église de Brissarthe) quantité de tombeaux ou cercueils en forme d'auges faits de pierre coquillière et d'autres de pierre d'ardoise.

De même, des ouvriers creusant près de l'église une fosse plus profonde que ses fondements, trouvèrent un de ces tombeaux que je vis, moitié sous ces fondements et moitié au dehors, qui ne paraissait pas avoir été dérangé de sa position primitive. En rompant sa partie saillante on y trouva encore des ossements. Ce qui confirme que l'église actuelle aurait été construite sur un cemeterium. D'après ces traditions, la paroisse de Brissarthe devrait être regardée comme une des premières paroisses, formée et évangélisée dans nos contrées. »

### Note sur le curé Jean Jacquemard
Dans le récit du curé Garnier, cité plus haut, on trouve une note sur le curé Jacquemard rédigée comme indiqué ci-après.

« Ce que je puis encore constater, d'après le témoignage des anciens, et particulièrement d'un nommé Blaise Juin, tailleur, âgé de 86 ans, qui jouit de ses facultés intellectuelles, est que la paroisse de Brissarthe avait alors pour curé, en 1770, Jean Jacquemard, né à Vaucouleurs, en Champagne, qui aurait fait bâtir la cure actuelle, à laquelle était attaché un revenu de 7000 Frs. Il résigna la cure vers l'année 1778 à Claude Jacquemard, son parent, attaché alors au collège de La Flèche, dont les jésuites avaient été dépossédés.

Comme en fait foi son portrait, que j'ai entre les mains, Mr Claude Jacquemars était aussi né à Vaucouleurs, en Champagne, en 1739. Il fut député de la sénéchaussée d'Angers, à l'Assemblée Nationale de 1789. Sur la fin de cette assemblée, voyant que les choses prenaient une mauvaise tournure, il écrivit à Mr Le Franche son vicaire, de faire la vente. Il se fixa à Paris où il mourut d'une poussée de goutte pendant la révolution. »

## Chroniques médiévalesabordant le sujet de la bataille de Brissarthe
On trouve, essentiellement, trois textes médiévaux évoquant la bataille qui eut lieu à Brissarthe et dont l'église en pierres, qui existait dans ce village en 866, servit de refuge à une partie des protagonistes.
Le premier texte pourrait être attribué à l'évêque de Reims HINCMAR.

### Annales de Saint-Bertin
Environ quatre cents Normands, mêlés de Bretons, venus de la Loire avec des chevaux, arrivent à la cité du Mans et, après l'avoir pillée, viennent en s'en retournant jusqu'à un lieu nommé Briserte, où les comtes Robert et Ramnulphe, Godefroi et Hérivée les attaquent; et que Dieu eut été avec eux! Le combat commencé, Robert est tué, et Ramnulphe, frappé d'une blessure dont il mourut peu après, est mis en fuite; Hérivée est aussi blessé et d'autres tués; le reste s'en retourne chacun de son côté : et comme Ramnulphe et Robert n'avaient pas voulu châtier précédemment ceux qui, contre leurs ordres, avaient osé s'emparer, l'un de l'abbaye de Saint-Hilaire, l'autre de l'abbaye de Saint-Martin, il était juste que le châtiment en tombât sur eux.

### Annales de FuldaAnnales Vedastines
Robert, comte du roi Charles, est tué en luttant vaillamment, près de la Loire, contre les Normands. Il est en quelque sorte un autre Maccabée de notre temps. Ses batailles, dirigée contre Bretons et Normands, si elles avaient été écrite en totalité, auraient pu former l’équivalent de la Geste de Maccabée.

### Réginon de Prüm
L’année de l’incarnation du Seigneur 867, les Normands, occupant les rives de la Loire, entreprirent de nouveau de dépeupler avec cruauté les provinces de Nantes, d’Anjou, de Poitou et de Touraine. Robert, qui tenait la Marche, et Ramnulf, duc d’Aquitaine, ayant rassemblé une multitude d’hommes, leur livrèrent bataille. Ceux-ci, se sentant poursuivis par l’armée, cherchèrent à se retirer en toute hâte vers leur flotte. Mais, comme ils virent que la multitude, les poursuivant, approchait, sachant que la fuite ne les sauverait pas, ils pénétrèrent dans une villa où, dans le peu de temps qu’il restait, ils se fortifièrent. Il y avait dans cette villa une très grande église construite en pierres, dans laquelle entra une grande partie des Normands avec leur chef, Hasting. Robert et Ramnulf, avec leurs compagnons, fondent sur eux, massacrant tous ceux qu’ils trouvent à l’extérieur de l’église. Parvenant auprès de l’édifice, ils virent que celui-ci était fortifié et constatèrent que de nombreux païens se trouvait à l’intérieur. Après une courte délibération, ils plantèrent leurs tentes tout autour, afin que le lendemain, après avoir établi des levées de terre et amené leurs machines, ils réduisent l’ennemi. Le soleil était couchant. Robert, indisposé par la chaleur, retira son casque et sa cuirasse pour se rafraichir un moment. Comme tous s’affairaient au montage du camp, les Normands sortirent soudainement de leur abri et, avec une clameur immense, se ruèrent sur Robert et ses compagnons. Mais, bien qu’un événement aussi soudain puisse impressionner jusqu’aux hommes les plus aguerris, les Francs se saisirent de leurs armes et se tournèrent vers les ennemis qu’ils forcèrent à refluer dans l’église. Robert, accourant sans casque et sans cuirasse, combattait sans prudence et, poursuivant très en avant l’ennemi, fut tué au seuil de l’église. Les Normands trainèrent son corps à l’intérieur. Peu après, Ramnulf, qui se tenait à distance, observant la scène, fut gravement blessé par une flèche, envoyée par un Normand depuis une fenêtre de la basilique. Emmené par les siens hors de la bataille, il survécut à peine trois jours. Une aussi malheureuse infortune mit fin au combat. L’armée, ayant perdu ses chefs et remplie d’une profonde tristesse, leva aussitôt le siège et retourna chez elle. Les Normands triomphants rejoignirent leur flotte.